# Franciszek Sawa
Franciszek Sawa (ur. 1833, zm. 22 kwietnia 1897) – poseł do Sejmu Krajowego Galicji V i VI kadencji (1882–1895), ksiądz rzymskokatolicki, proboszcz w Tłumaczu.
Prezes (marszałek) Rady powiatowej w Tłumaczu, kanonik honorowy. Wybrany do Sejmu Krajowego z IV kurii okręgu wyborczego Tłumacz. 
Inicjator budowy w latach 1874 - 1876 nowego, murowanego kościoła pw. św. Anny w Tłumaczu. Autor książki "Polskie dzieje i nadzieje" (1884).
Pochowany na tłumackim cmentarzu. Jego nagrobek, fundowany przez Radę powiatową w Tłumaczu, odnowiono na początku XXI w. w ramach akcji "Mogiłę pradziada ocal od zapomnienia".  